# Tunheim

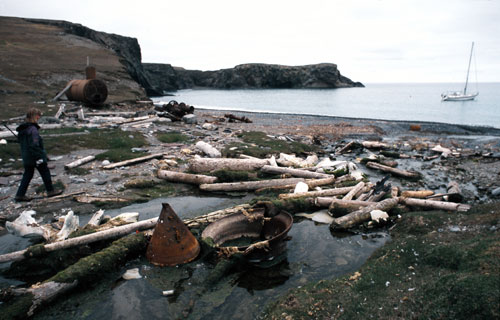
Kvalrossbukta

Tunheim är ett ruinsamhälle, tidigare ett kolgruvesamhälle, på Björnön i Svalbard.
År 1898 började tysken Theodor Lerner försök att utan framgång utvinna kol i Kvalrossbukta. Ett nytt försök gjordes av Bjørnøen AS i Gruben och Blyhatten, norr om Sørhamna, vilket också misslyckades.
Däremot byggdes ett stort kolgruvesamhälle upp i Tunheim i nordöstra delen av Björnön från 1915 av I/S Bjørnøens Kullkompani i Stavanger, senare Bjørnøen AS. Gruvan var i drift mellan 1915 och 1925. I Tunheim restes minst tolv hus, och i gruvan bröts 115.000 kol mellan 1916 och 1925. I samhället övervintrade upp till 182 personer. En 1,2 kilometer lång industrijärnväg byggdes mellan Tunheim och en utskeppningshamn i Austervåg, med två lokomotiv och åtta vagnar. Lokomotiven och spåren finns kvar idag. En radiostation inrättades av gruvbolaget 1919. 
En meteorologisk station etablerades i oktober 1918 av Det geofysiske institutt i Tromsø. Denna blev kvar efter nedläggningen av gruvbrytningen, men under andra världskriget evakuerades personalen och förstördes Tunheim av de allierade den 1 juli 1942. Resterna finns kvar som kulturminnen. Sprängämneslagret har byggts upp igen och används som fritidshus för personalen på den nuvarande meteorologiska stationen, som uppfördes 1947  i Herwighamna.